# Celatoria
Celatoria är ett släkte av tvåvingar. Celatoria ingår i familjen parasitflugor.
Kladogram enligt Catalogue of Life:
| Celatoria | \| \| Celatoria bosqi \| \| \| \| \| \| Celatoria brasiliensis \| \| \| \| \| \| Celatoria compressa \| \| \| \| \| \| Celatoria diabroticae \| \| \| \| \| \| Celatoria maracasi \| \| \| \| \| \| Celatoria nigricans \| \| \| \| \| \| Celatoria setosa \| \| \| \| |
|           | \| \| Celatoria bosqi \| \| \| \| \| \| Celatoria brasiliensis \| \| \| \| \| \| Celatoria compressa \| \| \| \| \| \| Celatoria diabroticae \| \| \| \| \| \| Celatoria maracasi \| \| \| \| \| \| Celatoria nigricans \| \| \| \| \| \| Celatoria setosa \| \| \| \| |
|           | Celatoria bosqi |
|           | |
|           | Celatoria brasiliensis |
|           | |
|           | Celatoria compressa |
|           | |
|           | Celatoria diabroticae |
|           | |
|           | Celatoria maracasi |
|           | |
|           | Celatoria nigricans |
|           | |
|           | Celatoria setosa |
|           | |